# Nevio De Zordo

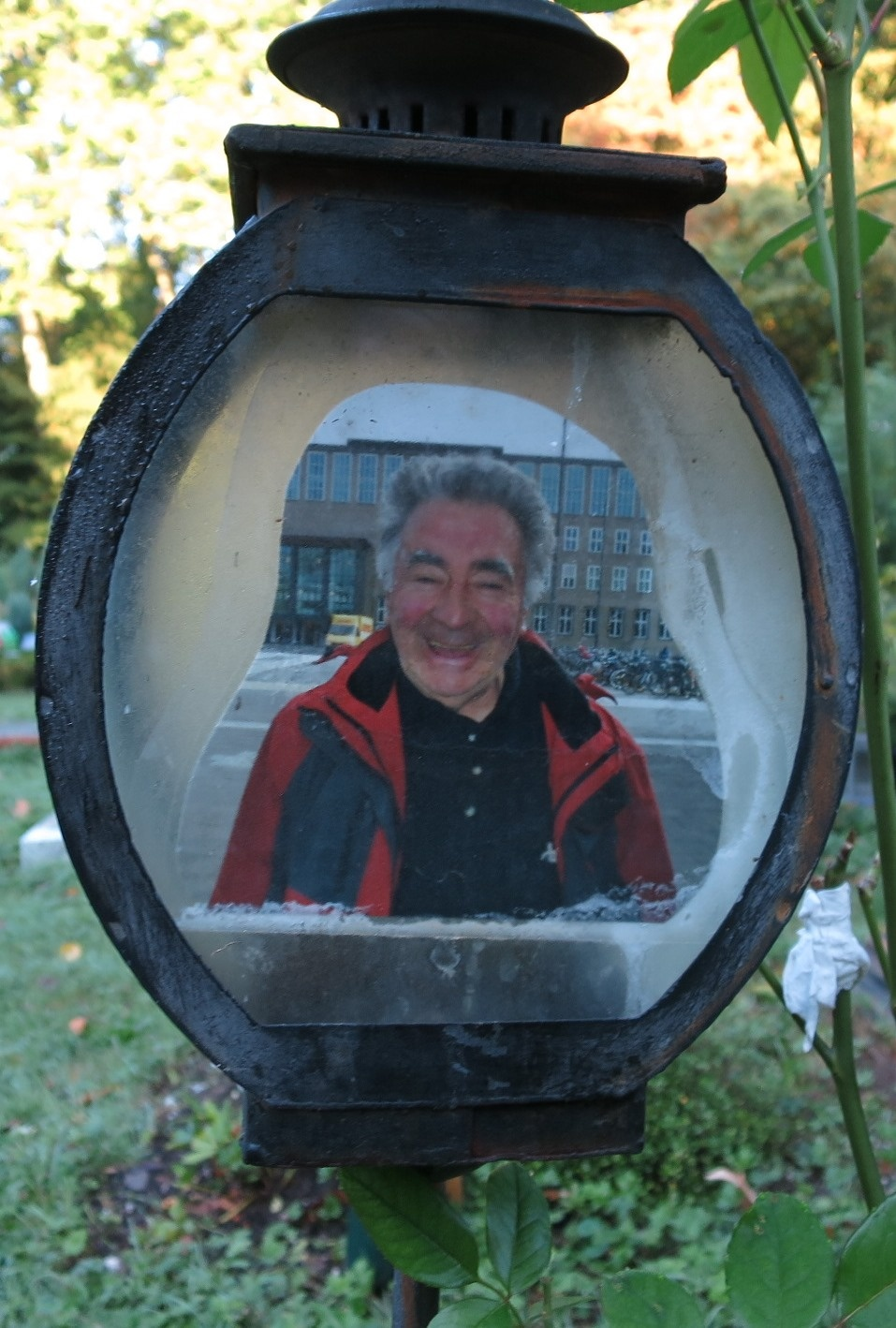
Nevio De Zordo – Detail des Grabes auf dem Kölner Friedhof Melaten

Nevio De Zordo (* 11. März 1943 in Cibiana di Cadore, Provinz Belluno; † 26. März 2014) war ein italienischer Bobfahrer und Gastronom.

## Leben
Nevio De Zordo entstammte einer Familie von „Gelatieri“ (Eismachern). 1959 wanderte sie nach Köln aus, um dort Eis zu verkaufen. Den Winter verbrachte die Familie traditionell in der italienischen Heimat in den Dolomiten, so dass De Zordo das Bobfahren in Cortina d’Ampezzo trainieren konnte.
Bei den Olympischen Winterspielen 1972 in Sapporo errang De Zordo die Silbermedaille im Vierer-Bob. 1969 wurde er mit Adriano Frassinelli Weltmeister im Zweier-Bob und 1970 im Vierer-Bob. Zudem wurde er zwei Mal Vize-Weltmeister sowie 1964 Europameister im Zweier-Bob.
40 Jahre lang betrieb Nevio De Zordo mit seiner Familie ein Eiscafé in Köln-Sülz. Zuletzt führte er eine Kaffeebud auf dem Gelände der Kölner Universität, die als „Institution“ gilt.
De Zordo, Vater von vier Kindern, starb am 26. März 2014 in Köln. Er wurde auf dem Melaten-Friedhof in Köln beigesetzt (Flur 17 U Nr. 555).